# Привиди маєтку Блай
«Привиди маєтку Блай» (англ. The Haunting of Bly Manor) — американська драма — готичний романтичний потоковий телевізійний серіал, створений Майком Фленаганом, а 9 жовтня 2020 року вийшов на Netflix. Він здебільшого виступає як адаптація повісті 1898 року «Поворот гвинта» Генрі Джеймса, але також включає інші елементи, засновані на інших роботах Джеймса, або створені для шоу; це інша історія, вона є другим сезоном серіалу «Привиди будинку на пагорбі» 2018 року, але також є окремим серіалом.
Як і його попередник, серія слідує нелінійному оповіданню; Привиди маєтку Блай слідкує за подіями, що відбувалися в однойменному сільському маєтку у Сполученому Королівстві, здебільшого після прибуття молодої американки, найнятої для двох дітей, які мешкають у Блай, і яка не знає, що в маєтку є привиди. У ньому зіграли Вікторія Педретті, Олівер Джексон-Коен, Амелія Єв, Т'Ніа Міллер, Рахул Колі, Тахіра Шариф, Амелі Беа Сміт, Бенджамін Еван Ейнсворт та Генрі Томас ; Педретті, Джексон-Коен і Томас повернулися з Хілл Хауса як інші персонажі, як і Кейт Зігель, Карла Гуджино та Кетрін Паркер у другорядних ролях. Він отримав позитивні відгуки критиків.

## Синопсис
«Історія розповідає про молоду гувернантку, яку найняв чоловік доглядати за племінницею та племінником у сімейному заміському будинку після того, як вони потрапляють під його опіку. Прибувши до маєтку Блай, вона починає бачити привидів».

## Персонажі та актори

### Головні
| Актор                   | Роль                             | Опис |
| ----------------------- | -------------------------------- | --- |
| Вікторія Педретті       | Даніель «Дані» Клейтон           | Молода американка, найнята в якості гувернантки для дітей багатої сім'ї Вінґрейвів в Англії. Дані переїжджає до Англії, щоб уникнути її травматичного минулого, і швидко стає предметом паранормальних подій маєтку Блай |
| Елізабет Оллендс        | молода Дані                      | |
| Олівер Джексон-Коен     | Пітер Квінт                      | Колишній помічник виконавчого директора Генрі Вінґрейва, який часто відвідував Блай Менор до приїзду Дані. Його привид продовжує ширяти маєтком                                                                          |
| Амелія Єв               | Джеймі                           | садівниця Блай Манор, любовний інтерес Дані |
| Карла Гуджино           | немолода Джеймі                  | Розповідачка історії яка розповідає події серіалу гостям весілля в Північній Каліфорнії в 2007 році |
| Т'Нія Міллер            | Ханнf Гроуз                      | Економка маєтку Блай, яка люто захищає територію та дітей Вінґраве |
| Рахул Колі              | Овен Шарма                       | Кухар маєтку Блай, який часто проводить час далеко від маєтку, щоб доглядати за хворою матір'ю |
| Камал Хан               | старший Овен                     | |
| Тахіра Шариф            | Ребекка Джессель                 | Померла попередниця Дані, яка почала працювати в маєтку Блай за рік до приїзду Дані. До смерті Ребекка була в романтичних стосунках з Пітером Квінтом                                                                    |
| Амелі Беа Сміт          | Флора Вінгрейв                   | Молодша дитина покійного Домініка та Шарлотти Вінґрав. Флора має звичку виготовляти образи мешканців маєтку та підтримує великий ляльковий будинок за зразком особняка                                                   |
| Крісті Берк             | доросла Флора / Наречена         | |
| Еліс Комер              | юна Флора                        | |
| Бенджамін Еван Ейнсворт | Майлз Вінґрейв                   | Дивакуватий старший син Вінґрева, який жив зі своєю сестрою в маєтку Блай з моменту його виключення з інтернату |
| Томас Ніколсон          | Дорослий Майлз / Брат нареченої  | |
| Кейсен Келлі            | юний Майлз                       | |
| Генрі Томас             | Генрі Вінґрейв                   | Відчужений дядько Майлза та Флори, який наймає Дані гувернанткою в маєтку Блай |
| Дункан Фрейзер          | старший Генрі / Батько нареченої | |

### Другорядні
| Актор            | Роль                                              | Опис |
| ---------------- | ------------------------------------------------- | --- |
| Грег Сестеро     | Наречений / Джеймса                               | |
| Джим Піддок      | батько Стек                                       | |
| Калікс Фрейзер   | Привид-обличчя                                    | |
| Робі Аттал       | Едмунд «Едді» О'Мара                              | Наречений Дані, який загинув в автокатастрофі до її переїзду до Лондона. Привид Едді продовжує переслідувати Дані і сьогодні, як прояв провини, яку вона відчуває за його смерть |
| Дакстон Гуджрал  | Молодий Едді                                      | |
| Лінда Бойд       | Джуді О'Мара                                      | Мати Едді |
| Теріл Ротері     | Карен Клейтон                                     | Матір Дані |
| Алекс Ессо       | Шарлотта Вінґрейв, покійної матері Майлза і Флори | |
| Метью Холнесс    | Домінік Вінґрав                                   | Покійний батько Майлза і Флори та брат Генрі |
| Ліззі Макіннерні | Ельспет                                           | |
| Кейт Зігель      | Віола Віллоубі-Ллойд                              | Спадкоємиця першої власниці Блай Манор |
| Даніела Діб      | Леді з озера                                      | |
| Кетрін Паркер    | Пердіта Віллоубі-Ллойд                            | Молодша сестра Віоли |
| Мартін Маккрейді | Артур Ллойд                                       | Чоловік Віоли, який спочатку залицявся до Пердіти |
| Ліам Реймонд Діб | Чумний лікар                                      | |

## Український дубляж
- Олена Борозенець — Дані
- Єсенія Селезньова — Флора
- Тимофій Марченко — Майлз
- Наталя Ярошенко — Ганна Ґроуз
- Юрій Кудрявець — Генрі Вінґрейв
- Олександр Погребняк — Оуен
- Анастасія Жарнікова — Джеймі
- Людмила Ардельян — Оповідачка
- Юлія Малахова — Шарлотта Вінґрейв
- Олександр Шевчук — Домінік Вінґрейв
- Дмитро Рассказов — Пітер Квінт
- Марія Яценко — Ребекка
- Євгеній Лісничий — Едмунд
- Ілона Бойко — Віола
- Петро Сова — Артур Лойд
- Вікторія Левченко — Петіта
- а також: Анна Павленко, Анастасія Павленко, Кирило Татарченко, Майя Ведернікова, В'ячеслав Дудко, Володимир Гурін, Марина Клодніцька, Євген Пашин, Дмитро Зленко, Дмитро Павленко, Захар Євсєєв, Єлисей Матюнін, Анастасія Герасимчук, Дмитро Павленко, Наталія Задніпровська, Олена Бліннікова

Серіал дубльовано студією «LeDoyen» на замовлення компанії «Netflix» у 2021 році.
- Режисер дубляжу — Анна Козирицька
- Перекладач — Олена Василевська
- Спеціаліст з адаптації — Олена Василевська
- Звукооператор — Ольга Гавриленко
- Спеціаліст зі зведення звуку — Віктор Алферов
- Менеджер проєкту — Ірина Кодьман

## Епізоди

### Сезон 1
| № | Назва українською мовою  | Назва мовою оригіналу              | Режисер                  | Сценарист           | Дата виходу в ефір |
| --- | ------------------------ | ---------------------------------- | ------------------------ | ------------------- | ------------------ |
| 1 | «Велике чудове місце»    | The Great Good Place               | Майк Фленаган            | Майк Фленаган       | 9 жовтня 2020      |
| У Північній Каліфорнії, 2007, жінка відвідує репетиційну вечерю на весілля. Там вона розповідає історію хозяйки, яка бере свій початок у 1987 році в Лондоні. Уродженеця Америки Дані Клейтон, найнята Генрі Вінгрейвом, щоб доглядати за племінницею та племінником у маєтку Блай (переселеному до Гемпширу, спочатку розташованому в Ессексі). Коли Дані приїжджає до маєтку разом з кухарем Оуеном, вона зустрічає дітей Майлза та Флору та економку Ханну Гроуз. Флора попереджає Дані не виходити з її кімнати вночі, але Дані це ігнорує. Вона знаходить багато талісманів, розповсюджених по всьому маєтку, один з яких належить попередній гувернантці Ребеці Джессель, яка нібито вбила себе. Ханна описує обереги як захист для Флори. Коли Дані якось натрапляє на оберег Леді з озера, Майлз замикає її в шафі Флори. Вона панікує і бачить привида із сяючими очима, якого неодноразово бачила у дзеркалі в задній частині шафи. Через кілька годин Дані випускають з шафи, а талісман Леді Озера, як завжди, повертається під комод Флори. Вона помічає каламутні кроки, що проникають у маєток, і, виходячи за ними назовні, бачить, як Майлз і Флора дивляться на неї з вікон їх спальні.                          |                          |                                    |                          |                     |                    |
| 2 | «Учень»                  | The Pupil                          | Сіаран Фой               | Джеймс Фланаган     | 9 жовтня 2020      |
| Дані веде розмову з дітьми про те, чому її замкнути в шафі, і каже їм, що, хоча вона прощає їх, вона не вірить їх історії. У спогаді про свої дні в підготовчій школі Майлз піднімається на високе дерево і стрибає, зламавши руку. Поведінка Майлза в підготовчій школі стає дедалі непостійнішою — наводячи бійки, вбиваючи дрібних тварин — і зрештою його виганяють. Припускають, що Майлз хотів бути висланим, оскільки він має лист від Флори, в якому сказано: «Повертайся додому». В даний час Дані змушує Флору і Майлза робити домашні справи, даючи Ханні (економці) і Джеймі (садівниціі) відпочити. Згодом Флора прибирає в кімнаті Дані, і у Дані виникає панічна атака, коли Флора приміряє пару розбитих окулярів, які вона знаходить серед речей Дані. Дані кидається на вулицю, на свіже повітря, намагаючись заспокоїтися, і там її знаходить і втішає Джеймі. Майлз поводиться по-дорослому щодо Дані. Граючи в гру в хованки, Дані виявляє фотографію Ребекки та її коханого. Її коханий — той самий привид, який Дані бачила на парапеті раніше, і він з'являється там знову. Майлз падає без свідомості і відволікає Дані від привида. Коли Дані повертається спиною, привид моторошно посміхається Майлзу. |                          |                                    |                          |                     |                    |
| 3 | «Два обличчя. Частина 1» | The Two Faces, Part One            | Сіаран Фой               | Діана Адему-Джон    | 9 жовтня 2020      |
| Зворотній зв'язок із минулим роком виявляє, що привид, якого Дані бачила раніше, — це Пітер Квінт, який працює з Генрі. |                          |                                    |                          |                     |                    |
| 4 | «Друзі наших друзів»     | The Way It Came                    | Ліам Гевін               | Лорі Пенні          | 9 жовтня 2020      |
| |                          |                                    |                          |                     |                    |
| 5 | «Вівтар мертвих»         | The Altar of the Dead              | Ліам Гевін               | Анжела ЛаМанна      | 9 жовтня 2020      |
| |                          |                                    |                          |                     |                    |
| 6 | «Куток веселощів»        | The Jolly Corner                   | Йоланда Рамке та Бен Вой | Ребекка Лі Клінгель | 9 жовтня 2020      |
| |                          |                                    |                          |                     |                    |
| 7 | «Два обличчя. Частина 2» | The Two Faces, Part Two            | Йоланда Рамке та Бен Вой | Близнюки Кларксон   | 9 жовтня 2020      |
| |                          |                                    |                          |                     |                    |
| 8 | «Романтика старих речей» | The Romance of Certain Old Clothes | Аксель Каролін           | Лія Фонг            | 9 жовтня 2020      |
| |                          |                                    |                          |                     |                    |
| 9 | «Звір у хащах»           | The Beast in the Jungle            | Е. Л. Кац                | Джулія Бікнелл      | 9 жовтня 2020      |
| |                          |                                    |                          |                     |                    |

## Виробництво

### Розвиток
В інтерв'ю Entertainment Weekly у жовтні 2018 року на тему The Haunting of Hill House Фланаган сказав: "Я не хочу занадто багато спекулювати про другий сезон, поки Netflix, Paramount та Amblin не повідомлять нас, чи не хочуть вони такого. Проте я скажу, що, наскільки я коли-небудь цим займався, розповідається історія родини Крейнів. Це зроблено ".
21 лютого 2019 року Netflix анонсував наступний серіал для Hill House . Під назвою «Переслідування маєтку Блай» вона заснована на "Повороті гвинта " Генрі Джеймса . Хоча це могло б послужити продовженням серіалу « The Haunting of Hill House», це автономна історія, яка вказує на те, що «не буде жодного драматичного зв'язку між The Haunting of Bly Manor і його попередником». Хоча відомим джерелом для адаптації є «Поворот гвинта», сезон також адаптує (деякі більш вільно) кілька творів Джеймса, деякі з яких раніше ніколи не адаптувались включаючи «Романс певного старого одягу» та Веселий куточок .

### Кастинг
Вікторія Педретті та Олівер Джексон-Коен повертаються як нові персонажі: Педретті в ролі Дані, «гувернантки, яка опікується двома дуже незвичайними дітьми», а Джексон-Коен зображує Пітера, «чарівного хлопця». Генрі Томас, Карла Гуджино, Кейт Зігель та Кетрін Паркер також повернулися до Блай Манор .

### Зйомки
«Привиди маєтку Блай» увійшов у виробництво 30 вересня 2019 року, зйомках у Ванкувері, Канада. Зйомки завершились 21 лютого 2020 року, менш ніж за місяць до того, як пандемія COVID-19 закрила більшу частину Північної Америки.

### Відгуки
Щодо агрегатора оглядів Rotten Tomatoes, 87 % з 94 критиків позитивно оцінили «Привиди маєтку Блай», а середній рейтинг — 7,26 / 10. Критичний консенсус говорить: «Це може бути не так страшно, як його попередник, але з великою кількістю моторошних трюків у своїх залах для привидів і сильним почуттям серця „Привиди маєтку Блай“ — ще один вагомий внесок у зростаючу хорорографію Майка Фланагана». На Metacritic серія отримала середньозважену оцінку 63 із 100 на основі 18 критиків, що вказує на «загалом сприятливі відгуки».

### Нагороди
| Рік  | Премія                       | Категорія                      | Одержувач           | Результат    | Посилання     |
| ---- | ---------------------------- | ------------------------------ | ------------------- | ------------ | ------------- |
| 2021 | Critics' Choice Super Awards | Кращий серіал жахів            | Привиди маєтку Блай | В очікуванні | [ 32 ] [ 33 ] |
| 2021 | Critics' Choice Super Awards | Найкраща актриса серіалу жахів | Т'Нія Міллер        | В очікуванні | [ 32 ] [ 33 ] |
| 2021 | Critics' Choice Super Awards | Найкраща актриса серіалу жахів | Вікторія Педретті   | В очікуванні | [ 32 ] [ 33 ] |